# Acoustic (álbum de David Knopfler)
Acoustic es el undécimo disco de David Knopfler publicado en 2011 y grabado en directo en el estudio. El doble CD ha sido lanzado en el arranque de la gira del 6 de octubre de 2011 e inicialmente se venderá en los conciertos. El álbum se encuentra a la venta en línea como Amazon, iTunes, Spotify.

## Disco 1
1. Hey La (Sometimes)
2. Steel Wheels
3. Deptford Days
4. Kings Of Ashes
5. Cinnamon Girls
6. Southside Tenements
7. Godmocking Bird
8. 4U (Rabbit Song)
9. Me and Billy Crowe

## Disco 2
1. Mending me nets
2. Underland
3. Somebody kind
4. Here in Geneseo
5. Tears Fall
6. Grace in the Grutter
7. True north
8. America
9. Easy street